# Kvalifikacije za Svjetsko prvenstvo u nogometu 2018.
Kvalifikacije za Svjetsko prvenstvo u nogometu 2018. u Rusiji dijele se na šest zona: UEFA (europska), AFC (azijska), CAF (afrička), CONCACAF (sjevernoamerička), CONMEBOL (južnoamerička) i OFC (oceanijska). Na Svjetsko prvenstvo plasiraju se 32 momčadi, od toga 14 iz UEFA-e (uključujući domaćina Rusiju), 4 ili 5 iz AFC-a, 5 iz CAF-a, 3 ili 4 iz CONCACAF-a, 4 ili 5 iz CONMEBOL-a te jedan ili čak nijedan iz OFC-a.

## Kvalificirane momčadi
██ Reprezentacija se kvalificirala na Svjetsko prvenstvo 2018.
██ Reprezentacija se nije kvalificirala na Svjetsko prvenstvo 2018.
██ Diskvalificirana reprezentacija
██ Nije članica FIFA-e

## UEFA kvalifikacije

### Objašnjenje
U europskim kvalifikacijama nalazi se devet grupa po šest reprezentacija. Od toga prvak svake skupine ide izravno na Svjetsko prvenstvo, dok osam najboljih drugoplasiranih igraju dodatne kvalifikacije (dvije utakmice) podijeljene u četiri para. Četiri pobjednika se također plasiraju na Svjetsko prvenstvo.

### Grupna faza

#### Grupa A
U grupi A UEFA kvalifikacija našle su se reprezentacije Francuske, Švedske, Nizozemske, Bugarske, Luksemburga i Bjelorusije. Na Svjetsko prvenstvo se izravno plasirala Francuska s 23 boda i 7 pobjeda, 2 remija protiv Bjelorusije i Luksemburga te jednim porazom protiv Švedske 2:1 u gostima. Drugo mjesto su s istim brojem bodova (19) osvojili Šveđani i Nizozemci, ali su Šveđani uzeli drugo mjesto zbog bolje gol-razlike.

#### Grupa B
U grupi B našle su se reprezentacije aktualnog europskog prvaka Portugala, Švicarske, Mađarske, Farskih Otoka, Latvije i Andore. Prvo mjesto su osvojili Portugalci s 27 bodova, kao i drugoplasirani Švicarci. Međutim, Portugalci su bili puno efikasniji i izravno se plasirali na Svjetsko prvenstvo, dok su Švicarci otišli u dodatne kvalifikacije.

#### Grupa C
U grupi C bile su reprezentacije Njemačke, Sjeverne Irske, Norveške, Češke, Azerbajdžana i San Marina. Nijemci su osvojili skupinu s maksimalnih 30 bodova i najboljom gol-razlikom od svih reprezentacija u kvalifikacijama (43:3). Drugo mjesto je pripalo Sjevernoj Irskoj, koja je osvojila 19 bodova.

#### Grupa D
U grupi C igrale su reprezentacije Srbije, Republike Irske, Austrije, Walesa, Gruzije i Moldavije. Prvo mjesto i izravan plasman na Svjetsko prvenstvo ostvarili su Srbi s 21 bodom ispred Republike Irske koja je osvojila 19 bodova. Uz Srbiju i Republiku Irsku, u borbi za prvo mjesto bili su i Austrija i Wales, no ipak nisu uspjeli.

#### Grupa E
U grupu E su upale reprezentacije Poljske, Danske, Crne Gore, Rumunjske, Armenije i Kazahstana. S ukupnih 25 bodova prvi su bili Poljaci, a drugoplasirani Danci su u zadnjim kolima prestigli Crnu Goru i dohvatili dodatne kvalifikacije s 20 bodova, tj. četiri boda više od Crne Gore. Druge momčadi nisu bile u igri za plasman na Svjetsko prvenstvo.

#### Grupa F
U grupi F igrale su reprezentacije Engleske, Slovačke, Škotske, Slovenije, Litve i Malte. Engleska je osvojila uvjerljivo prvo mjesto s 26 bodova, dok je Slovačka osvojila drugo mjesto s 18 bodova. Međutim, 18 bodova je bilo premalo za Slovake zato što su sve druge drugoplasirane momčadi imale više bodova od njih pa Slivačka nije ušla u dodatne kvalifikacije.

#### Grupa G
U grupi G našle su se Španjolska, Italija, Albanija, Izrael, Makedonija i Lihtenštajn. Velika borba se vodila za prvo mjesto između Španjolske i Italije, no ipak je za Talijane bio koban domaći remi protiv Makedonije 1:1, kao i poraz od Španjolska. Tako je Španjolska osvojila prvo mjesto s 28 bodova s 5 bodova ispred Italije koja je ušla u dodatne kvalifikacije.